# Fédération bulgare de spéléologie
La Fédération bulgare de spéléologie comprend aujourd'hui un peu moins de 1 000 membres qui se répartissent dans 38 clubs de spéléologie.
L'inventaire national que tient la fédération recense des informations sur 6 500 grottes explorées aujourd'hui en Bulgarie. Ce fichier en comptait 4 800 en 2002.
Les premières mentions d'un intérêt pour les grottes en Bulgarie datent du XIIe siècle avec le récit de la vie de l'ermite Jean de Rila[réf. souhaitée].
Par ailleurs, de nombreuses cavités ont une dimension religieuse très marquée.
Les structures encadrant la spéléologie en Bulgarie datent de la première moitié du XXe siècle et ont maintes fois évolué. Activité avant tout scientifique à sa naissance, la dimension sportive n'est apparue que progressivement et relativement récemment.

## Histoire
Les premières explorations remontent à 1878 dans le cadre d'enquêtes.
Une première société de bulgare de spéléologie, le BSS (Société bulgare de spéléologie) est née le 18 mars 1929. C'est le docteur Stefan Petkov qui en sera le premier président.
Composée de trois commissions, les résultats de ses recherches sont publiés dans le Bulletin de la Société bulgare de spéléologie.
Cette société interrompra ses activités en 1949, trois ans après que le pays soit devenu une  république populaire.
À la suite de cette interruption, trois clubs de spéléologie apparaissent à Roussé, Tchepelare ainsi qu'à Sofia (l'Academic Spéléo Club d'étudiants).
Le comité des grottes aménagées qui dépend du conseil central de l'Union bulgare du tourisme devient le Comité national pour la spéléologie et les cavités touristiques (CSCT).
En 1974, le CSCT devient la Fédération bulgare d'études des cavités. C'est lors de l'assemblée de 1979 qu'elle prend le nom de Fédération bulgare de spéléologie.
La Bulgarie est membre de l'Union internationale de spéléologie de l'UNESCO.

## Inventaire des grottes bulgares
Initié par Nenko Radev au début des années 1920 qui lance un atlas des grottes du pays. En 1990, Maêtre A. Manov lance la création d'une base de données informatique recensant les cavités. Elles seront organisées dans une carte du pays en 1998 par Ini Aleksev et Insh K Danailov.